# Sierra de Gistreo
Sierra de Gistreo är en bergskedja i Spanien.   Den ligger i provinsen Provincia de León och regionen Kastilien och Leon, i den nordvästra delen av landet, 300 km nordväst om huvudstaden Madrid.